# Palioúrion (ort i Grekland)
Palioúrion (Paliouri) är en ort i Grekland.   Den ligger i prefekturen Fthiotis och regionen Grekiska fastlandet, i den centrala delen av landet, 170 km nordväst om huvudstaden Aten. Palioúrion ligger 106 meter över havet och antalet invånare är 128.
Terrängen runt Palioúrion är huvudsakligen kuperad, men västerut är den platt. Runt Palioúrion är det ganska glesbefolkat, med 21 invånare per kvadratkilometer. Närmaste större samhälle är Lamia, 19,5 km öster om Palioúrion. 